# Ommundsen Island
Ommundsen Island ist eine Insel im Archipel der Windmill-Inseln vor der Budd-Küste des ostantarktischen Wilkeslands. Sie liegt unmittelbar westlich der Insel Midgley Island.
Die Insel wurde anhand von Luftaufnahmen der US-amerikanischen Operation Highjump (1946–1947) kartiert. Das Advisory Committee on Antarctic Names benannte sie 1963 nach dem Norweger Audon Ommundsen (* 1932), Transportspezialist auf der Wilkes-Station im Jahr 1958.